# MTK Budapest FC
MTK Budapest FC je mađarski nogometni klub iz Budimpešte.

## Povijest

### Osnivanje
U jednom budimpeštanskom kafiću 16. studenoga 1888. godine je odlučeno da se osnuje Magyar Testgyakorlók Köre. Mnogi od osnivača su bili članovi mađarske aristokracije i bogate židovske komune u Budimpešti. Za boje kluba odlučeno je da budu plava i bijela. Klub u osnivanju je imao 31 člana. U početku, sportske discipline kojima se klub bavio su bile mačevanje i gimnastika. Širenjem popularnosti nogometa, klub je 12. ožujka 1901. godine osnovao i nogometnu ekipu. Prva službena utakmica je odigrana protiv tadašnjeg prvaka mađarske BTC, rezultat je bio 0:0.
MTK je svoje ligaško natjecanje počeo u drugoj ligi Mađarske 1902. godine. Iduće godine MTK je već igrao u prvoj ligi i zauzeo treće mjesto, a već 1904. osvajaju prvu titulu mađarskog klupskog prvaka.

### Amaterska era
Prvi predsjednik kluba je bio Alfréd Brüll. Na toj poziciji je bio 35 godina. Prije uvođenja profesionalizma u mađarski nogomet MTK je bio najuspješniji mađarski klub. Do Drugog svjetskog rata MTK je 15 puta osvajao prvenstvo, a 7 puta kupa. 

### Zlatna era
Nakon Drugog svjetskog rata klub je više puta mijenjao ime u Textiles SE, Bástya SE, Vörös Lobogó SE i na kraju se vratio prvobitnom imenu MTK.
Tokom zlatne ere mađarskog nogometa, tijekom pedesetih godina dvadesetog stoljeća, MTK je imao dosta uspjeha. Pod vodstvom trenera Mártona Bukovija tri puta je osvojeno prvenstvo, te po jedanput kup Mađarske i Mitropa kup.

## Uspjesi

### Domaći uspjesi
Prva nogometna liga Mađarske:
- Prvakm (23): 1904., 1908., 1914., 1917., 1918., 1919., 1920., 1921., 1922., 1923., 1924., 1925., 1929., 1936., 1937., 1951., 1953., 1958., 1987., 1997., 1999., 2003., 2008.

Mađarski nogometni kup:
- Osvajač (12): 1910., 1911., 1912., 1914., 1923., 1925., 1932., 1952., 1968., 1997., 1998., 2000.

Mađarski nogometni superkup:
- Osvajač (2): 2003., 2008.

### Europski uspjesi
Mitropa kup:
- Prvak (2): 1955., 1963.

Kup pobjednika kupova:
- Finalist (1): 1963./64.

## Poznati igrači
| - Ákos Buzsáky - Márton Fülöp - Béla Guttmann - Attila Hajdú - Glenn Helder - Nándor Hidegkuti - Ferenc Hirzer - Ádám Hrepka - Béla Illés - Jenő Kálmár - Károly Sándor - Jenő Károly - Izidor Kürschner - Roland Juhász | - Mihály Lantos - Gyula Mándi - János Molnár - Krisztián Németh - Péter Palotás - Franz Platko - Ferenc Sas - Alfréd Schaffer - Imre Schlosser - Gusztáv Sebes - Pál Titkos - Roland Varga - József Zakariás - Péter Cvitkovics |

## Poznati treneri
- Jimmy Hogan
- Pál Titkos
- Márton Bukovi
- Nándor Hidegkuti
- Henk ten Cate

## Vanjske poveznice
- Službene stranice MTK